# Іст-Орандж (Нью-Джерсі)
Іст-Орандж (англ. East Orange) — місто (англ. city) в США, в окрузі Ессекс штату Нью-Джерсі. Населення — 69 612 особи (2020).

## Географія
Іст-Орандж розташований за координатами 40°45′54″ пн. ш. 74°12′43″ зх. д. / 40.76500° пн. ш. 74.21194° зх. д. (40.765058, -74.211861).  За даними Бюро перепису населення США в 2010 році місто мало площу 10,16 км², уся площа — суходіл.

## Демографія
Згідно з переписом 2010 року, у місті мешкало 64 270 осіб у 24 945 домогосподарствах у складі 14 732 родин. Було 28803 помешкання
Расовий склад населення:
| - 88,5 % — чорних або афроамериканців - 4,1 % — білих - 0,7 % — азіатів - 0,4 % — корінних американців - 0,1 % — вихідців з тихоокеанських островів - 3,7 % — осіб інших рас |

До двох чи більше рас належало 2,5 %. Частка іспаномовних становила 7,9 % від усіх жителів.
За віковим діапазоном населення розподілялося таким чином: 25,7 % — особи молодші 18 років, 62,5 % — особи у віці 18—64 років, 11,8 % — особи у віці 65 років та старші. Медіана віку мешканця становила 35,0 року. На 100 осіб жіночої статі у місті припадало 81,2 чоловіків;  на 100 жінок у віці від 18 років та старших — 75,4 чоловіків також старших 18 років.
Середній дохід на одне домашнє господарство  становив 50 079 доларів США (медіана — 36 921), а середній дохід на одну сім'ю — 59 416 доларів (медіана — 45 847). Медіана доходів становила 41 742 долари для чоловіків та 37 681 долар для жінок. За межею бідності перебувало 21,1 % осіб, у тому числі 30,4 % дітей у віці до 18 років та 17,0 % осіб у віці 65 років та старших.
Цивільне працевлаштоване населення становило 28 290 осіб. Основні галузі зайнятості: освіта, охорона здоров'я та соціальна допомога — 33,6 %, роздрібна торгівля — 13,0 %, транспорт — 10,2 %, науковці, спеціалісти, менеджери — 9,1 %.